# 永田二郎
永田 二郎（ながた じろう、1883年 - 1971年）は、埼玉県出身の洋画家。浦和画家。

## 人物
浦和中学（現：埼玉県立浦和高等学校）を卒業後東京美術学校に入学し、黒田清輝や岡田三郎助に学ぶ。卒業後フランスへの留学を希望していたが、家督を相続するため断念するも細々と絵を描いていた。晩年は田園風景を描き続け、徳富蘇峰と荒川堤防を散策するなどしていた。

## 経歴
- 1883年（明治16年） - 北足立郡土屋村（現・さいたま市西区）に生まれる。
- 1902年（明治35年） - 浦和中学校（現：埼玉県立浦和高等学校）を卒業。東京美術学校西洋画科に入学。
- 1916年（大正5年） - 馬宮村（後の大宮市、現・さいたま市の一部）の村長に就任。
- 1971年（昭和46年） - 死去。